# Kantilo
Kantilo é uma vila no distrito de Nayagarh, no estado indiano de Orissa.

## Geografia
Kantilo está localizada a 20° 21′ N, 85° 11′ L. Tem uma altitude média de 65 metros (213 pés).

## Demografia
Segundo o censo de 2001, Kantilo tinha uma população de 8727 habitantes. Os indivíduos do sexo masculino constituem 51% da população e os do sexo feminino 49%. Kantilo tem uma taxa de literacia de 72%, superior à média nacional de 59.5%: a literacia no sexo masculino é de 80% e no sexo feminino é de 64%. Em Kantilo, 11% da população está abaixo dos 6 anos de idade.